# Jp3
《Jp3》는 대한민국의 음악가 김진표의 세 번째 정규 앨범이다.
김진표는 록 밴드 노바소닉의 2집 활동을 마치고 영화 《성냥팔이 소녀의 재림》촬영과 이 앨범 작업을 병행하고 있었다. 그러다가 2001년 3월 27일 갑자기 앨범 녹음도중 가슴통증을 호소하며 병원에 실려갔고, 주치의로부터 갑작스레 우심방의 움직임이 멈추는 증상인 '부정맥성 우심실 이형증'을 진단 받고 심장에 인공기구를 다는 긴급 수술을 받기도 했다.
앨범에는 이적, 김조한, 지누션, 조PD, 주석 등의 아티스트가 참여하였고, 타이틀 곡은 〈믿을진 모르겠지만〉이다.

## 수록곡
| #            | 제목                                                        | 작사                                     | 작곡                | 편곡                | 재생 시간 |
| ------------ | ----------------------------------------------------------- | ---------------------------------------- | ------------------- | ------------------- | --------- |
| 1.           | 〈Intro〉                                                   | 김진표                                   | DJ 렉스             |                     | 1:49      |
| 2.           | 〈샴푸의 요정〉 (feat. 이준, 김조한)                        | 김진표, 이준(DJ Action)                  | 장기호, KOZ         | KOZ                 | 5:24      |
| 3.           | 〈믿을진 모르겠지만〉                                       | 김진표, 이적                             | 이적                | 이적 (리듬: 이성훈) | 4:41      |
| 4.           | 〈귤〉                                                      | 김진표                                   | Ray                 | Ray                 | 3:38      |
| 5.           | 〈skit - 빠순이의 수다〉                                    |                                          |                     |                     | 1:07      |
| 6.           | 〈Jp mail〉                                                 | 김진표                                   | KOZ                 | KOZ                 | 4:12      |
| 7.           | 〈인터뷰 I〉 (feat. 지누션, 지니, Shader)                   | 김진표, 지누션, 지니, Shader             | 김종진              | 박준수              | 4:11      |
| 8.           | 〈인터뷰 II -3vip show me the rap!-〉 (feat. 조PD, 3534)    | 김진표, 조PD, 3534(윤희중)               | 김진표              | KOZ                 | 3:09      |
| 9.           | 〈목격자는 필요없어〉 (feat. Mysty)                         | 김진표                                   | 김진표              | 박준수              | 2:53      |
| 10.          | 〈흐르는 강물처럼〉                                         | 김진표 (영어가사: Ray)                   | Ray                 | Ray                 | 3:40      |
| 11.          | 〈350초 미친년 추격전〉 (feat. Mysty, 유타, 김호준)         | 김진표, Mysty, 유타, 김호준(퍼니 파우더) | Magazine 60, 천필재 | 천필재              | 5:47      |
| 12.          | 〈첫사랑은 죽었다〉 (feat. 이주한)                          | 김진표                                   | 김광민              | 천필재              | 4:46      |
| 13.          | 〈Mama -2001 bounce version-〉 (feat. 주석, Shader, 랩퍼悲) | 김진표, 주석, Shader, 랩퍼悲             | 김진표              | 박준수              | 4:41      |
| 14.          | 〈Skit - 2001 벌레〉                                        |                                          |                     |                     | 1:53      |
| 15.          | 〈벌레 - 2001 fu*k you version-〉 (feat. 예요)              | 김진표, 예요                             | 김진표              | KOZ                 | 4:56      |
| 16.          | 〈분노, 왜! - 2001 PANIC〉                                  | 이적                                     | 이적                |                     | 4:31      |
| 17.          | 〈샴푸의 요정〉 (MIX)                                       |                                          |                     |                     | 4:02      |
| 18.          | 〈無(무) 1〉 (들리냐)                                       |                                          |                     |                     | 0:10      |
| 19.          | 〈無 2〉 (안들리지)                                         |                                          |                     |                     | 0:05      |
| 20.          | 〈無 3〉 (그럴꺼야)                                         |                                          |                     |                     | 0:05      |
| 21.          | 〈無 4〉 (계속 가보자)                                      |                                          |                     |                     | 0:05      |
| 22.          | 〈無 5〉 (나올까)                                           |                                          |                     |                     | 0:05      |
| 23.          | 〈無 6〉 (웃기는 자식들)                                    |                                          |                     |                     | 0:05      |
| 24.          | 〈無 7〉 (씹어볼까)                                         |                                          |                     |                     | 0:05      |
| 25.          | 〈無 8〉 (자자! 준비해)                                     |                                          |                     |                     | 0:05      |
| 26.          | 〈無 9〉 (다음이다. 씹자)                                   |                                          |                     |                     | 0:05      |
| 27.          | 〈X 같은 TV연예〉                                           | 김진표                                   |                     |                     | 5:51      |
| 총 재생 시간 | 총 재생 시간                                                | 총 재생 시간                             | 총 재생 시간        | 총 재생 시간        | 72:01     |

- 〈샴푸의 요정〉원곡은 빛과 소금의 《1집》에 수록된 동명의 곡이다.
- 〈인터뷰 I〉은 봄여름가을겨울의 《1집》 수록곡 〈거리의 악사〉를 샘플링하였다.
- 〈350초 미친년 추격전〉은 프랑스의 신스팝 밴드 Magazine 60의 1984년 작 〈Don Quichotte〉를 샘플링 하였다.
- 〈첫사랑은 죽었다〉는 김광민의 1991년 작 〈가난한 자의 죽음〉을 샘플링하였다.
- 〈Mama -2001 bounce version-〉과 〈벌레 - 2001 fu*k you version-〉의 원곡인 〈Mama〉와 〈벌레〉는 패닉의 2집 《밑》에 수록되어있다.
- 17번 트랙 〈샴푸의 요정〉부터는 히든트랙이며, 18~26번 트랙은 무음이다. 그리고 〈X 같은 TV연예〉의 'TV연예'는 SBS의 연예정보 프로그램 《한밤의 TV연예》를 가리킨다.[3]

## 참여
이 목록은 해당 앨범의 부클릿 〈staff〉목록에서 발췌하였다.
| - 김진표(JP) - 프로듀서(1~2, 4~15) 참여 아티스트/인물 - DJ 렉스 - 스크래치(1, 7, 11, 13, 15) - KOZ - 백 보컬(2), 기타(2, 15), 베이스 기타(6, 7, 15), 코러스(6) - 이적 - 프로듀서(3), 나일론 기타(3), 코러스(3) - 이성훈 - 프로그래밍(3) - Sam Lee - 전기 기타(3, 10) - 정재일 - 피아노(3) - 신연아 - 코러스(3, 6, 11) - 서영희 - 전화 통화 목소리(3) - 이청아, 장주희, 김다혜, 윤지영, 한선경(안산성안고연극부 -꼴아써-) - 대화(5) - 이청아, 장주희 - 대화(14) - 이상순 - 기타(6, 7, 11) - 김광민 - 피아노(10) - Janice Javier - 코러스(10) - 이주한 - 트럼펫(12) - 곽민석 - 기타(15) - Mkopa ngouwa jambosamakta - 디지털 에디트 - Juchaleina Lafinv - 여러 가지(16) | 스탭 - KOZ, Ray - 공동 프로듀서(4, 10) - 김성훈, 조광훈 - 녹음 - 김성훈, 이유억 - 믹싱(2, 6, 12) - Ray - 믹싱(4, 10) - 전훈(소닉 코리아) - 마스터링 - 강영호 - 사진 - 꽃피는 봄이오면, 김혜진 - 디자인 - 김민희(Fanta-Mix) - 스타일리스트 - 한명숙, 송은정, 윤미라(Fanta-Mix) - 코디네이터, 메이크 업 - 임용빈 - 헤어 - 이국현, 임무섭(Z-RAM) - 매니지먼트 - Z-RAM - 이그제큐티브 프로듀서 |